# Zanazziite
La zanazziite è un minerale.